# Аняшур
Аняшу́р (рос. Аняшур) — присілок в Дебьоському районі Удмуртії, Росія.

## Населення
Населення — 39 осіб (2010; 54 в 2002).
Національний склад станом на 2002 рік:
- удмурти — 98 %

## Урбаноніми[3]
- вулиці — Молодіжна